# Se llamaba Carlos Gardel
 Se llamaba Carlos Gardel  es una película en blanco y negro de Argentina dirigida por León Klimovsky sobre el guion de Wilfredo Jiménez según libro de Francisco García Jiménez que se estrenó el 7 de abril de 1949 y que tuvo como protagonistas a Roberto Escalada, Juan José Míguez, Felisa Mary y Elina Colomer.

## Sinopsis
Película sobre el encuentro de Carlos Gardel con José Razzano, los amores de aquel y su muerte.

## Reparto
- Roberto Escalada	... 	Carlos Gardel
- Juan José Míguez	... 	José Razzano
- Felisa Mary
- Elina Colomer
- Golde Flami
- Norma Giménez
- Elías Alippi
- Gilberto Peyret
- Raúl del Valle
- Ricardo de Rosas
- Enrique Alippi
- Nelly Meden
- Mario Pocoví
- Miriam Sucre

## Comentarios
Para Manrupe y Portela la película es:

”Una biografía más amorosa que de cantor, con la salvedad de la utilización de la voz de Gardel de sus discos para sonorizar la película.”

Calki opinó en El Mundo:

”La figura de Carlos Gardel tiene una generosidad inextinguible. Otra vez se aprovechan de ella para construir una de esas películas que no fallan.”